# ميل ويلسون
ميل ويلسون هو لاعب كرة القدم الكندية كندي، ولد في 3 أبريل 1917 في وينيبيغ في كندا، وتوفي بنفس المكان في 29 يوليو 2007.

## وصلات خارجية
- ميل ويلسون على موقع JustSportsStats.com (الإنجليزية)
- ميل ويلسون على موقع قاعة مانيتوبا للمشاهير الرياضية (الإنجليزية)